# Trung tâm Poltegor

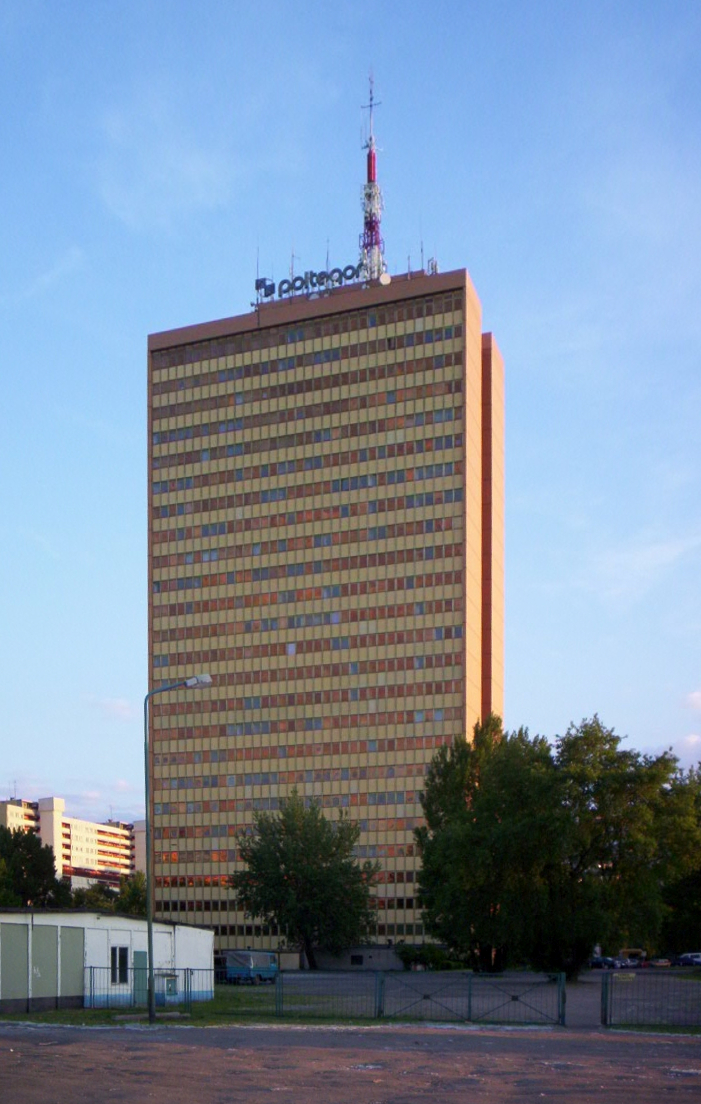
Trung tâm Poltegor

Trung tâm Poltegor (trước đây là Poltegor) là tòa nhà cao nhất ở Wrocław. Nó được xây dựng vào năm 1982 và tên bắt nguồn từ một công ty khai thác có tên Poltegor (một từ viết tắt của Polska Technika Górnicza, "Công nghệ khai thác Ba Lan"). Trong những năm 1980, tòa nhà là trụ sở của công ty và thậm chí sau thời gian đó, họ vẫn chiếm một phần công bằng của tòa nhà. Tòa nhà đã bị phá hủy vào năm 2007.
Công nghệ đằng sau tòa nhà là một lõi sắt trung tâm, xung quanh mỗi tầng được xây dựng. Bởi vì các tầng được xây dựng bằng mốc, tất cả chúng đều có cùng kích thước và có cùng hình thức. Các lõi tự đặt trục thang máy, cầu thang, và trục khẩn cấp và bảo trì.
Tổng chiều cao là 125 mét, nhưng chiều cao thực tế của mái nhà là 92 mét. Nó bao gồm 25 tầng và một tầng hầm. Tầng hầm được truy cập thông qua ba thang máy chở hàng (trong tổng số 9 thang máy được lắp đặt), vì tầng này chỉ được sử dụng bởi nhân viên của tòa nhà. Tầng tiếp theo là sảnh chính của tòa nhà, từ đó người ta đi thang máy. 22 tầng tiếp theo được thuê làm văn phòng, và tầng cuối cùng là hội trường và một khu vực tham quan. Trên mái nhà có gắn ăng ten; nó được sử dụng bởi các đài phát thanh và truyền hình khác nhau. Từ đây, ví dụ, truyền hình độc lập đầu tiên của Liên Xô (Prywatna Telewizja "Echo") đã được phát sóng. Cơ quan sử dụng cuối cùng của ăng-ten là các đài truyền hình khu vực như Radio Aplauz, Tok FM, Radiostacja, RMF Classic và Telewizja Dolnośląska TeDe. 

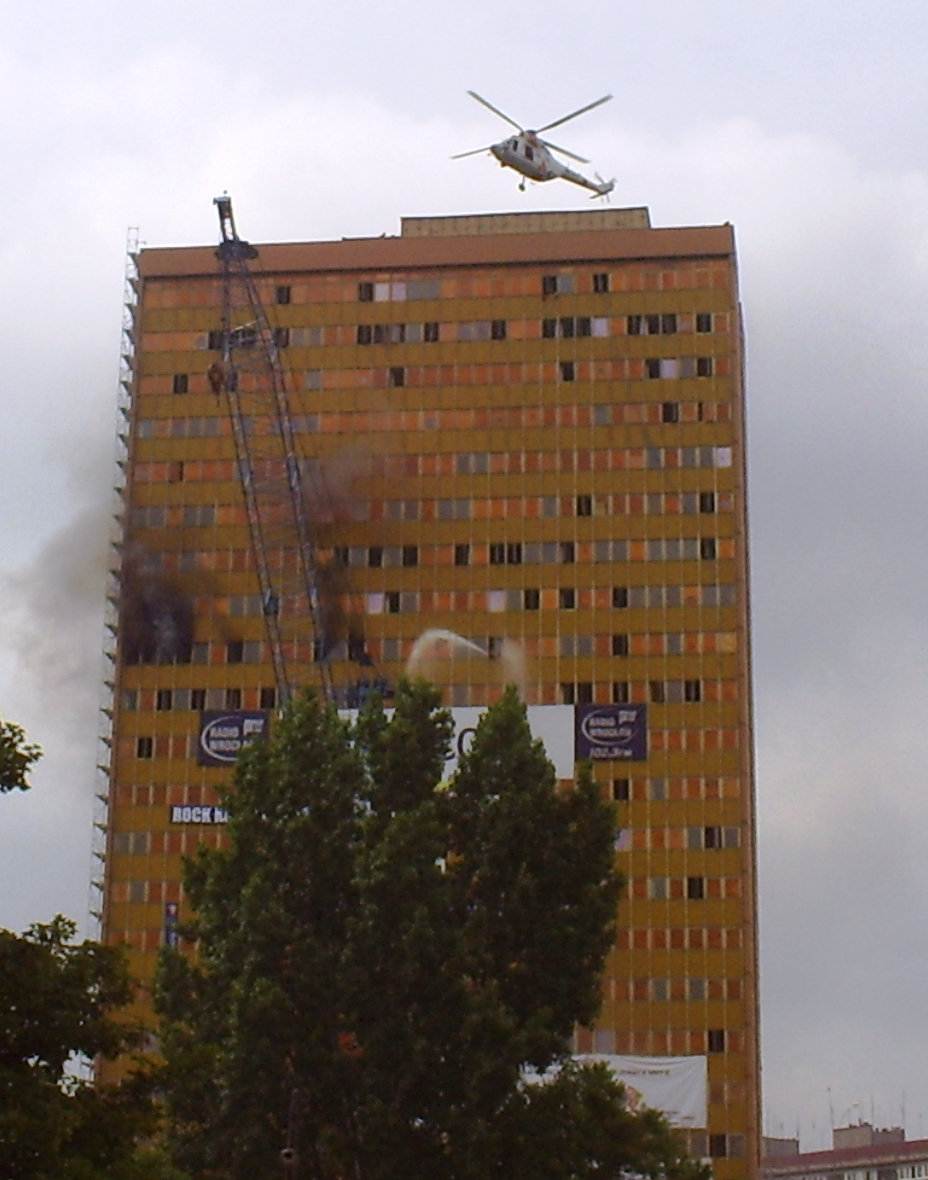
Tập dượt cứu hộ. Cứu người với tòa nhà đang cháy.

Vào ngày 18 tháng 1 năm 2007, Trung tâm Poltegor (cùng với vùng đất xung quanh) đã được mua bởi một doanh nhân địa phương, Leszek Czarnecki. Czarnecki quyết định phá hủy tòa nhà, điều này được thực hiện vào ngày 2 tháng 6 năm 2007. Ở vị trí của nó, Sky Tower đã được xây dựng, một tòa nhà chung cư cao 212 mét, được hoàn thành vào năm 2012.